# Bad Fredeburg
Bad Fredeburg is een Ortsteil van de stad Schmallenberg,  in de Hochsauerlandkreis in de Duitse deelstaat Noordrijn-Westfalen. Bad Fredeburg telde 3904 inwoners op 31 december 2017.

## Geschiedenis
In de eerste helft van de 14e eeuw liet Dietrich III. von Bilstein de "Vredeburg" bouwen. Deze werd, zoals de naam al aangeeft, gebouwd om de vrede in het land te bewaren. De bouw van het kasteel betekende ook de stichting van het dorp voor de kasteelpoorten. 
Een brand vernietigde nagenoeg het hele dorp in 1810. In het voorjaar van 1945, aan het einde van de Tweede Wereldoorlog, werd Fredeburg opnieuw aanzienlijk verwoest. 
Door de gemeentelijke reorganisatie in Noordrijn-Westfalen, die op 1 januari 1975 in werking trad, verloor het dorp zijn onafhankelijkheid. Het werd nu een Ortsteil van de stad Schmallenberg.

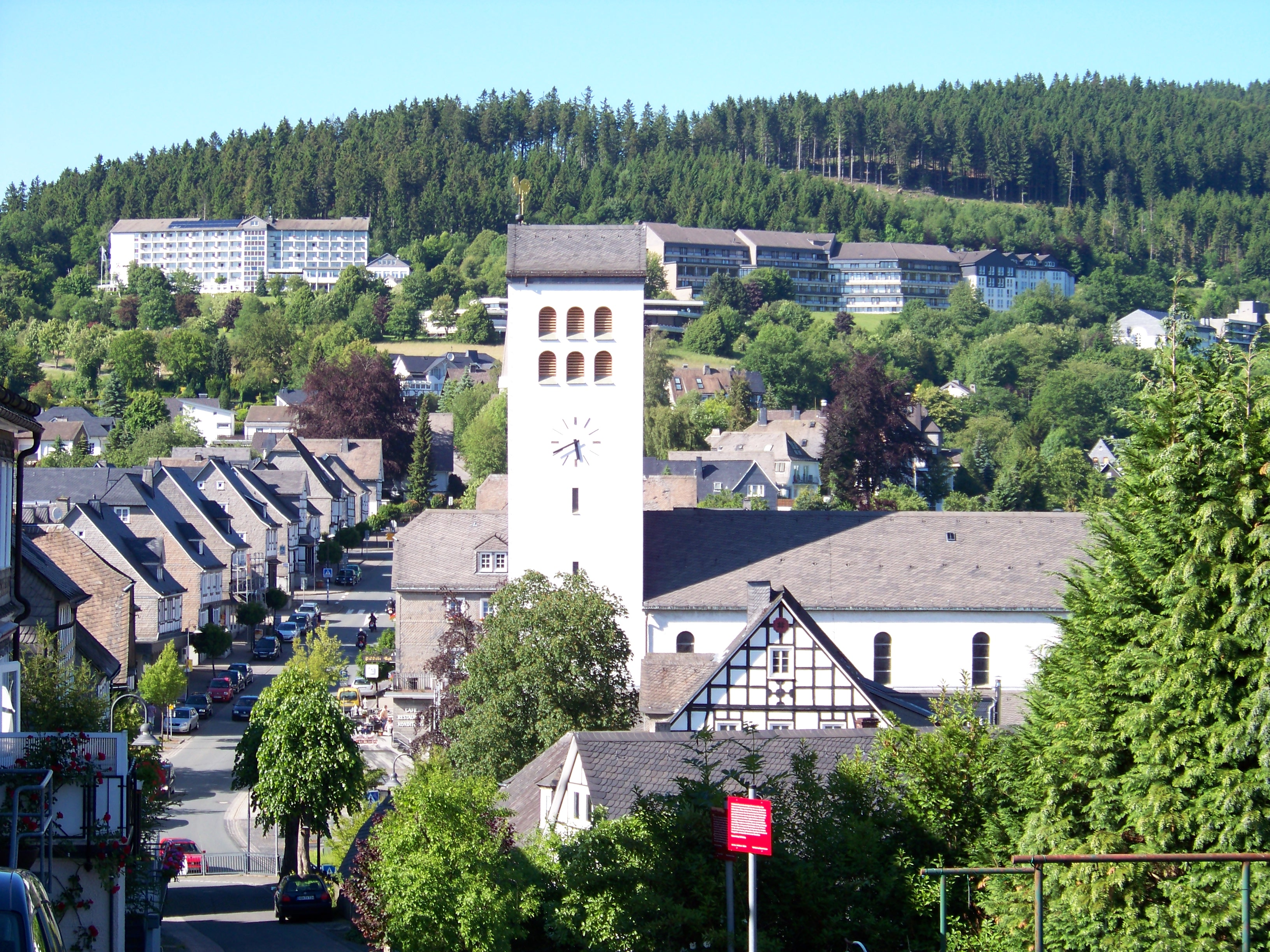
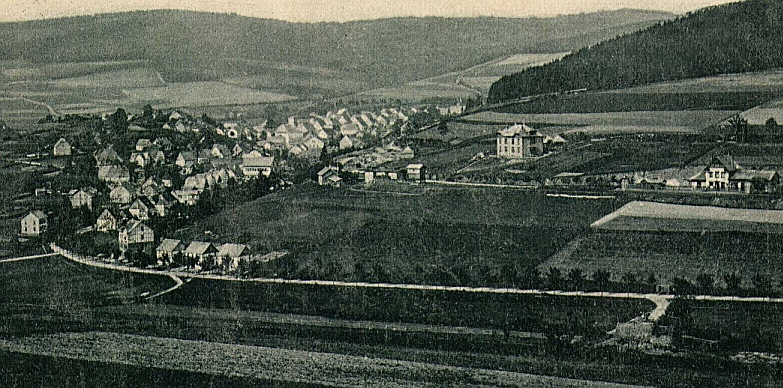
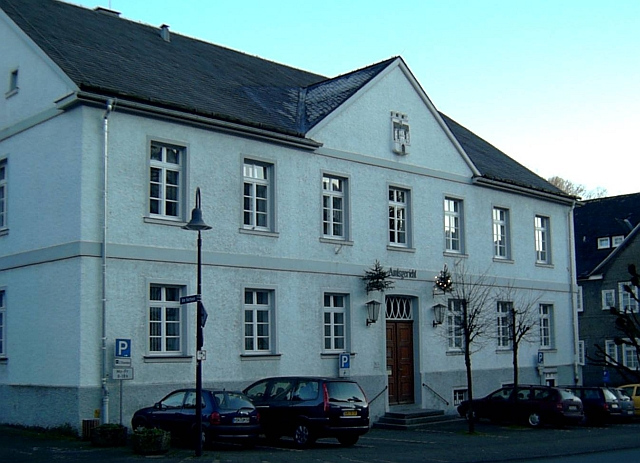
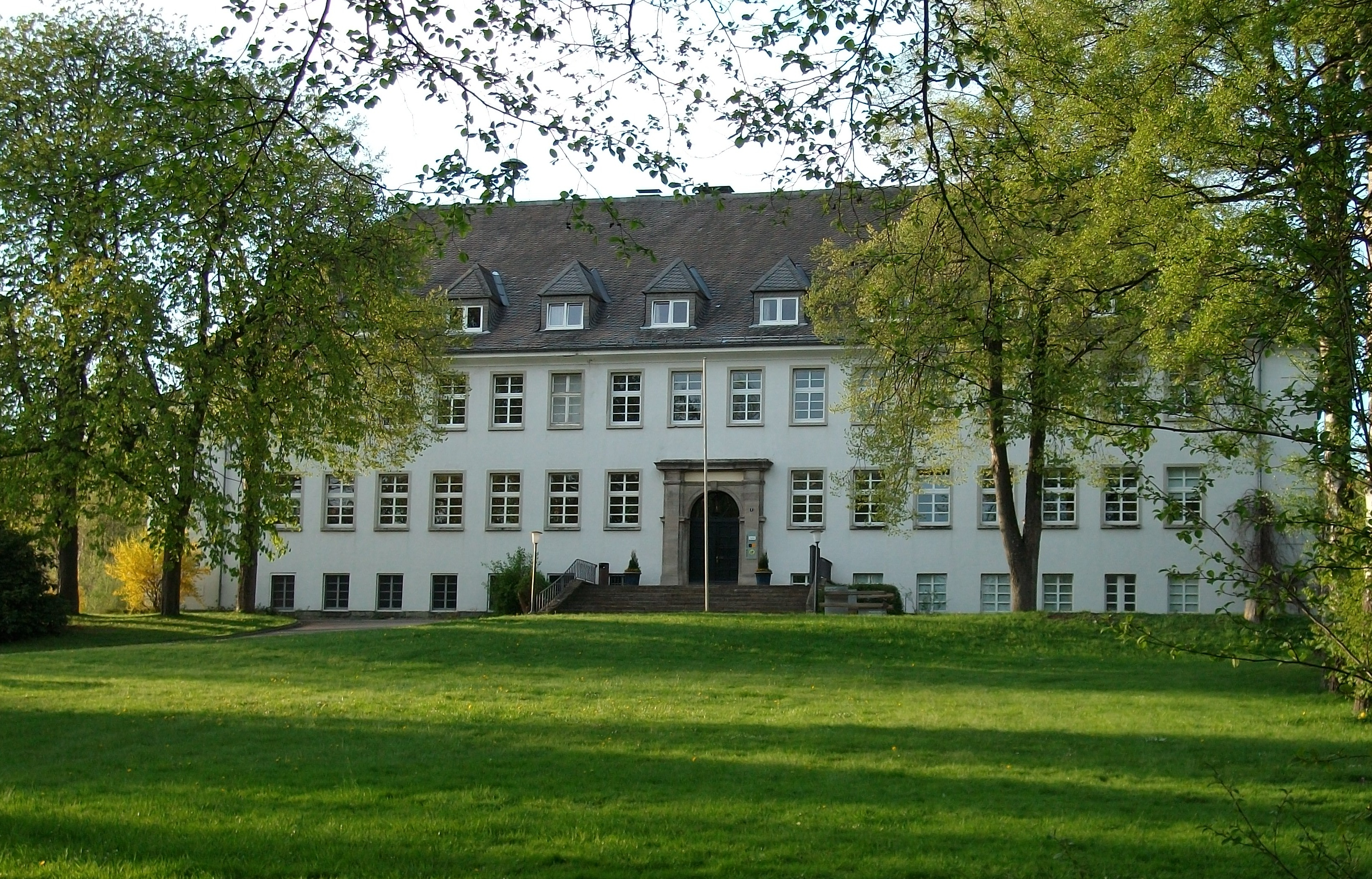
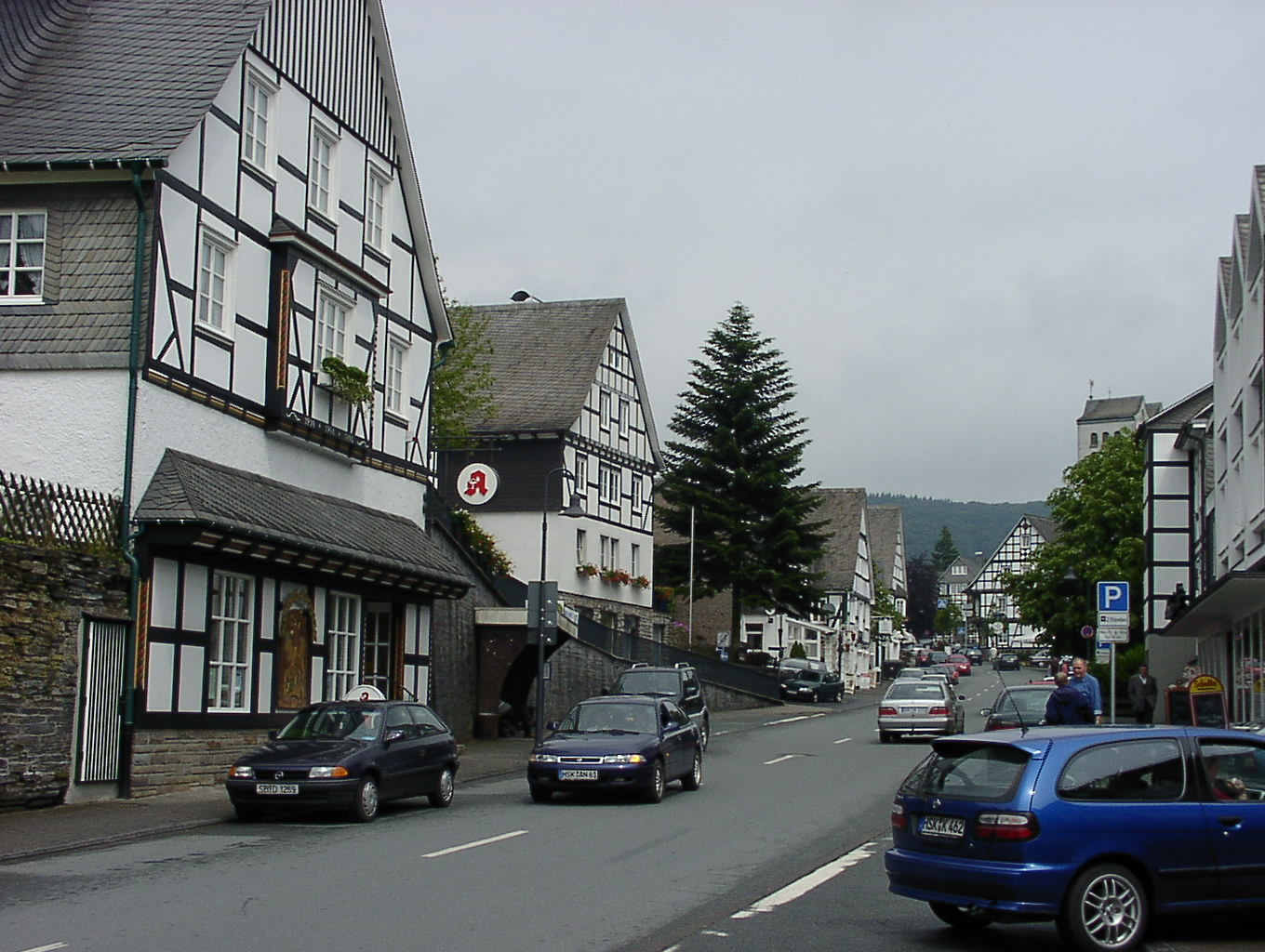